# What God Wants
"What God Wants" es una composición dividida en 3 partes del músico británico Roger Waters que aparece en su tercer álbum de estudio Amused to Death, de 1992. "What God Wants" está dividido en tres partes, muy similar al trabajo anterior de Pink Floyd con Another brick in the wall. Aunque la canción tiene tres partes, "What God Wants Pt. 1", fue la única que se lanzó como sencillo. La canción presenta la guitarra de Jeff Beck. 
Esta parte en particular se ocupa de la doble moral percibida por Waters en los seguidores de toda religión dogmática así como de la percepción del poder. Las siguientes partes, junto con las otras canciones del álbum, tratan sobre la adoración no solo de la religión, sino también del materialismo y del consumo. En conjunto, su punto de vista está en el poder de la conformidad simplista; cómo las personas se adhieren a algo, no completamente por voluntad, sino por sumisión y lo usan de chivo expiatorio para agradecer o culpar su éxito o fracaso en la vida.

## Videoclip
El primer video lanzado de "What God Wants, Pt. 1", inicia con las emotivas palabras de Razzell prendiendo un televisor siendo sintonizado en el momento en que un niño dice: "I don't mind about the war. That's one of the things I like to watch, if it's a war going on. Cos then I know if, um, our side's winning, if our side's losing..." ("No me importa en si la guerra. Solo que es una de las cosas que me gusta ver por televisión, si se trata de guerra. Porque entonces sé si, um, nuestro lado está ganando, o si nuestro lado está perdiendo ..."), siendo interrumpido por el cambio de canal con un estallido de discusión de simios. Luego de eso inician un collage de videos de diversos tipos de monos, simios, gorilas y animales salvajes como domésticos en general. Se vuelve recurrente la parte de gorilas viendo televisión, y el dibujo animado de un pez viendo televisión, así como de ratones de casa con ambientación de hogar en miniatura saliendo en búsqueda de queso e insectos caseros en búsqueda de alimento. A todo eso le siguen imágenes generadas por computadora y animación stop motion de un esqueleto de rana que recogía un trozo de queso en una trampa para ratones, solo para ser sometido por cableado eléctrico y fundido con el queso para crear un pequeño televisor. 
El video fue dirigido por Tony Kaye y producido por Sarah Whistler. La animación para el video fue contratada en varios estudios, incluyendo Pacific Data Images (CG) y Will Vinton Studios (stop-motion). Los miembros del grupo de Pacific Data Images incluyen a Raman Hui, los artistas de animación stop-motion incluyen a Chuck Duke, Scott Nordlund, Webster Colcord y Schell Hickel.
El 21 de julio de 2015, Roger Waters junto con la revista Rolling Stone estrenó una versión remasterizada del video original, presentando gráficos actualizados por computadora y una transferencia completamente nueva de las imágenes originales de 35 mm de Waters en el estudio con el guitarrista Jeff Beck. El video fue presentado exclusivamente a través de Rolling Stone por VEVO y Sony Music.
Al principio de "What God Wants, Pt. 2", Charles Fleischer (más conocida como la voz de Roger Rabbit) realiza el sermón del evangelista codicioso.

## Personal
- Roger Waters - voces, bajo y sintetizadores.
- Patrick Leonard - teclados y arreglos corales.
- Randy Jackson - bajo.
- Jeff Beck, Geoff Whitehorn, Andy Fairweather Low y Tim Pierce - guitarras.
- Katie Kissoon, Doreen Chanter, N'Dea Davenport, Natalie Jackson - voces
- Graham Broad - batería

- Datos: Q7991106